# Sara (Starship)
Sara è un brano musicale pop inciso nel 1985 dal gruppo musicale statunitense Starship e pubblicato come singolo estratto dall'album Knee Deep in the Hoopla. Autori del brano sono Peter Wolf e Ina Wolf.
Il singolo, uscito in 7", 12" e 12" maxi su etichetta Grunt Records e RCA Victor e prodotto da Peter Wolf e Jeremy Smith, raggiunse il primo posto delle classifiche negli Stati Uniti

## Il brano: composizione e significato
(Sara (1985))
Ad ispirare il titolo del brano ai suoi autori, il compositore e produttore austriaco Peter Wolf e la moglie Ina Wolf, fu il nome della moglie di Mickey Thomas, il frontman degli Starship.
Il brano si presenta come una dichiarazione d'amore nei confronti di una ragazza di nome Sara: il protagonista dice di non aver mai incontrato una ragazza come lei, che lo ama come non lo ha mai amato nessun'altra.

## Tracce
7" e 12"
1. Sara – 4:18
2. Hearts Of The World (Will Understand) – 4:21 (Arthur Stead - Stephen Broughton Lunt)

12" maxi
1. Sara – 4:48 (Peter Wolf - Ina Wolf)
2. Hearts Of The World (Will Understand) – 4:21 (Arthur Stead - Stephen Broughton Lunt)
3. Jane – 3:57 (Chaquico - Freiberg - McPherson - Kantner)

## Video musicale
Il video musicale fu diretto da Francis Delia.
Protagonista del video, a fianco del frontman degli Starship, Mickey Thomas, è l'attrice Rebecca De Mornay.
Le immagini del video mostrano una fattoria distrutta da un tornado.

## Classifiche
| Classifica    | Posizione massima | Nr. di settimane |
| ------------- | ----------------- | ---------------- |
| Austria       | 15                | 10               |
| Belgio        | 21                | 6                |
| Germania      | 15                | 12               |
| Nuova Zelanda | 16                | 9                |
| Paesi Bassi   | 43                | 3                |
| Regno Unito   | 66                |                  |
| Stati Uniti   | 1                 |                  |
| Svizzera      | 7                 | 9                |

## Cover
- Orchestra di Paul Mauriat[3]